# Église Saint-Martin de Raillicourt

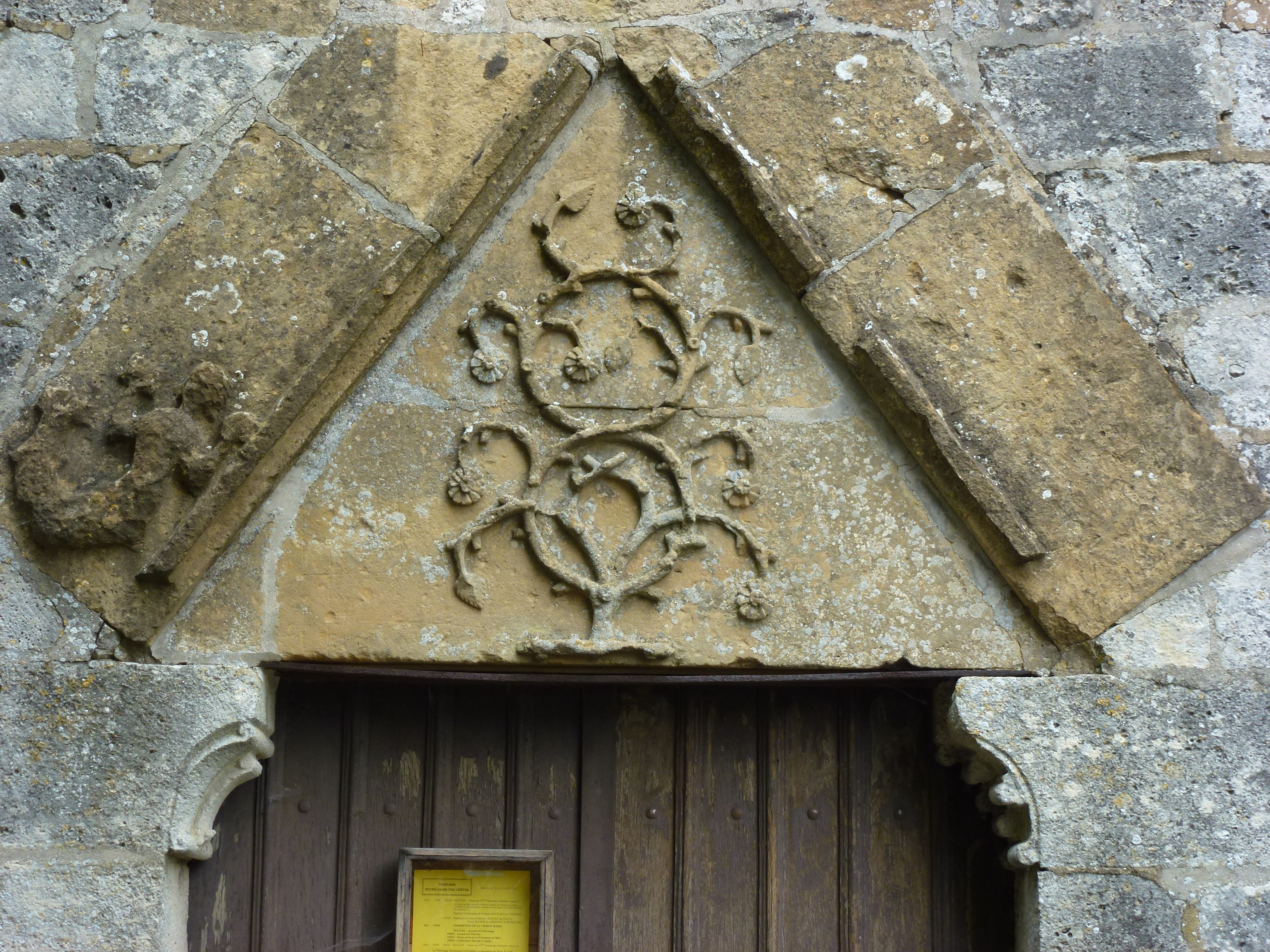
Tympan du portail occidental

L'église Saint-Martin est une église située à Raillicourt, en France.

## Description
La nef est en deux parties, une première partie étroite et plafonnée, soutenue par deux arcs diaphragmes et une deuxième partie, sur une travée, voûtée, entourée de deux collatéraux. Le transept est également voûté d'ogives, à nervures retombant en pénétration sur leur support. Le chœur est à trois pans.
Parmi le mobilier religieux, on peut remarquer un maître-autel de marbre à deux colonnes corinthiennes dans le chœur, une statue de la Vierge à l'enfant du XVIIIe siècle et une statue de saint Hubert du XVIIIe siècle également, réalisé par l'artisan Franot. Des traces de peinture murale sont également observables.
À l'extérieur, le tympan du portail occidental est orné d'une sculpture florale.

## Localisation
L'église est située dans le département français des Ardennes, sur la commune de Raillicourt, rue de l'église dans l'extrémité ouest du village.

## Historique
Le bras sud du transept est daté de 1565.
L'édifice est inscrit au titre des monuments historiques en 1930.